# Prumada
Prumada consiste no conjunto de elementos de um edifício com alinhamento vertical comum, sejam eles elevadores, escadas, instalações hidráulicas ou elétricas. Neste último exemplo, refere-se ao canal embutido em vigas, colunas ou lajes, para passagem de fiações e/ou tubulação (o qual deve ser feito antes da concretagem, preferencialmente).
Também denomina-se "prumada" a operação de posicionar os elementos de uma construção numa direção vertical a partir da posição vertical medida através da linha do prumo, geralmente realizada em paredes.

## Hidráulica
Na hidráulica, as prumadas são tubulações que abastecem ramais e sub-ramais – (distribuição para apartamentos e suas ramificações ou para pontos de consumo das residências) – compreendidos entre a laje de cobertura e o térreo.
Na forma de tubulações independentes, servem para:
- Alimentação de água fria ou água quente (que trazem a água do reservatório superior);
- Coleta de esgoto (por onde escoam as águas servidas para a saída do edifício);
- Coletas de águas pluviais (constituídas por tubulações principais que trazem a água de chuvas coletadas - em coberturas, ralos das sacadas e etc - para as saídas do edifício).